# Municipalità locale di Kgetlengrivier
Kgetlengrivier è una municipalità locale (in inglese Kgetlengrivier Local Municipality) appartenente alla municipalità distrettuale di Bojanala della provincia del Nordovest in Sudafrica. In base al censimento del 2001 la sua popolazione è di 36 478 abitanti.
Il suo territorio si estende su una superficie di 3.973 km² ed è suddiviso in 5 circoscrizioni elettorali (wards).  Il suo codice di distretto è NW374.

## Geografia fisica

### Confini
La municipalità locale di Kgetleng Rivier confina a nord con quella di Moses Kotane, a est con quella di Rustenburg, a sud con quella di Ventersdorp (Dr Kenneth Kaunda), a ovest con quelle di Ditsobola e Ramotshere Moiloa (Ngaka Modiri Molema).

### Città e comuni
- Borolelo
- Derby
- Kgetlengrivier
- Koster
- Nooigedacht
- Reagile
- Swartruggens

### Fiumi
- Brakkloofspruit
- Dwarsspruit
- Elands
- Koster
- Mooi
- Selons
- Thulane

### Dighe
- Koster Dam
- Lindleyspoort Dam
- Swartruggens Dam